# Tần Phong (diễn viên)
Tần Phong (giản thể: 秦风, phồn thể: 秦風, sinh ngày 11 tháng 2 năm 1950) là một nam diễn viên gạo cội nổi tiếng của Đài Loan thập niên 70,80. Thuộc thế hệ diễn viên thứ ba, cho đến hiệp tại, Tần Phong đã có hơn 30 năm kinh nghiệm diễn xuất của làng điện ảnh Đài Loan.

## Tiểu sử và con đường vào nghề
Tần Phong tên thật là Lưu Bảo Lâm sinh tại Viên Lâm, Chương Hóa (Đài Loan) trong một gia đình quân nhân có bố phục vụ trong quân đội Bành Hồ , trên ông còn có một người chị gái. 
Ban đầu ông học chuyên ngành "bệnh lý thực vật", sau vì sinh kế mà đăng ký lớp đào tạo diễn viên của Đài Loan. Theo đó phải ba tháng mới kết thúc khóa học, nhưng chỉ với một tháng rưỡi, Tần Phong đã trở thành nam chính bộ phim truyền hình Phạt trụ. Bộ phim có 60 tập nhưng Tần Phong chỉ quay được một nửa vì khi đó ông được  đạo diễn Liêu Tường Hùng của bộ phim Đại bá tiêm sơn chọn, từ đó chính thức bước chân vào giới điện ảnh Đài Loan.

## Sự nghiệp
Ở Đài Loan những năm thập niên 70, sức hấp dẫn của phim điện ảnh lớn hơn nhiều so với những bộ phim truyền hình. Tần Phong kiên trì đi theo con đường "thần tượng", tự nhiên hút fan vô số, trở thành "bạch mã hoàng tử" trong lòng vô số thiếu nữ thời đại đó, rất nhanh dựa vào ba tác phẩm Phong lâm tiểu  vũ, Lời thề, Bạch vân trường tại thiên, Tần Phong liền trở thành diễn viên hạng nhất. Với những tác phẩm của ông như Thành công lĩnh thượng, Vô tự thiên thư càng tạo ra huyền thoại phòng vé hơn trăm triệu. Đóng phim cùng Tần Phong là những nữ diễn viên nổi tiếng như Chân Trân, Lâm Phượng Kiều, Lâm Thanh Hà, Hồ Nhân Mộng, Trương Mẫn, Vương Tư Ý,.... Trước sau ông đã từng hợp tác với 7 thế hệ nữ diễn viên.
Khoảng năm 1985, thị trường điện ảnh Đài Loan thu hẹp mạnh, sản lượng giảm, diễn viên cũng bị mất rất nhiều, một số diễn viên Đài Loan đã chuyển hướng sang Hongkong phát triển như Lâm Thanh Hà, một số khác lại lập gia đình. Tần Phong cũng bắt đầu chuyển sang phim truyền hình, năm 1988 tần phong và bạn bè hợp tác mở một công ty sản xuất và một công ty môi giới, làm ông chủ cũng tiếp tục đóng phim, hơn nữa còn trở thành nghệ sĩ Đài Loan đầu tiên đến đại lục quay phim. Ông đã tham gia một loạt các tác phẩm kinh điển thời bấy giờ như Tình kiếm sơn hà, Giang hồ kỳ hòa, Quan Công võ thánh, Chiến quốc hồng nhan, Nhật nguyệt nhân thần kiếm, Đua kim hoa, Công chúa Trang Cơ,... Không chỉ như vậy, Tần Phong còn giành giải thưởng nam diễn viên xuất sắc nhất của truyền hình Đài Loan lần thứ nhất.
Năm 2000 Tần Phong đã giành được giải thưởng Kim Ưng Trung Quốc cho "diễn viên xuất sắc thế kỷ". Ông là người duy nhất ở Đài Loan giành được giải thưởng này.

## Cuộc sống riêng
Tần Phong có một đời sống riêng khá kín tiếng, tuy nhiên ông có một mối nhân duyên với Lâm Phượng Kiều - vợ hiện tại của Thành Long. Thập niên 70, người có cơ hội hợp tác nhiều nhất với Tần Phong là Lâm Phượng Kiều, tổng cộng tất cả có tám lần. Năm 1977, khi hợp tác trong "Lưu Thủy Lạc Hoa Xuân Đi", Tần Phong lần đầu tiên có một màn đối đầu với Lâm Phượng Kiều. Sau đó hai người vẫn trở thành bạn tốt.
Lúc ấy Lâm Phượng Kiều nổi bật vô cùng, cũng là lúc Thành Long theo đuổi mãnh liệt. Trong bộ phim đó Tần Tường Lâm cũng có diễn xuất, vì thế Thành Long lấy cớ nhìn Tần Tường Lâm đi thăm lớp. Tần Phong khi đó thường xuyên hẹn Lâm Phượng Kiều sau khi kết thúc công việc đi uống cà phê, đi dạo phố, nhưng thủy chung không dám thổ lộ với cô. Bởi vì mình còn là người mới trong điện ảnh và truyền hình, mà Lâm Phượng Kiều đã là ngôi sao lớn, mà người theo đuổi bên cạnh cô cũng đều phi thường ưu tú, vì thế Tần Phong không tự tin liền lựa chọn yên lặng rời khỏi, chúc phúc Thành Long cùng Lâm Phượng Kiều đến với nhau.
Về nghệ danh Tần Phong là năm đó đại đạo diễn Trương Triệt đã đặt cho ông. Đạo diễn Trương Triệt chuyên về các bộ phim kiếm hiệp nên đã đưa ra hai cái tên để ông chọn lựa. Một là Tây Môn Linh và thứ hai là Tần Phong. Bản thân ông thấy Tây Môn Linh mang màu sắc võ hiệp khá nồng đậm nên đã lựa chọn cái tên thứ hai là Tần Phong mang màu sắc thi kinh. Và từ đó đến nay ông đã sử dụng nghệ danh này trong hơn 30 năm.
Ngoài ra, Tần Phong luôn nhấn mạnh mình là minh tinh. Theo quan điểm của ông, có sự khác nhau giữa các minh tinh và diễn viên bình thường. Các minh tinh sẽ tỏa sáng khi họ bước ra.

## Tác phẩm

### Phim điện ảnh
| Năm  | Tên tác phẩm                                 | Đạo diễn          | Vai diễn        | Tên tiếng Trung | Tên tiếng Anh                                     | Bạn diễn                                                                                             |
| ---- | -------------------------------------------- | ----------------- | --------------- | --------------- | ------------------------------------------------- | --- |
| 1976 | Đại Bá Tiêm Sơn                              | Liêu Tường Hùng   |                 | 大霸尖山        |                                                   | Diệp Minh Đức, Trương Lộ, Chu Nhã Phương, Thang Văn,                                                 |
| 1977 | Cách sát truy hung                           | Lưu Nghệ          |                 | 法網追蹤        | The Youthful Delinquents                          | Lương Tu Thân, Cốc Danh Luân, Hồ Nhân Mộng, Đặng Mỹ Phương, Trần Vưu Linh, Giang Bân                 |
| 1978 | Tình yêu bùng nổ                             | Quách Giang Thanh | Đinh Đức Sinh   | 法網追蹤        |                                                   | Lâm Phượng Kiều, Lưu Thượng Khiêm, Trần Toa Lệ, Thạch Quyên, Lâm Mỹ Lệ                               |
| 1978 | Phong lâm tiểu vũ                            | Lưu Gia Xương     | Đại Vĩ          | 楓林小雨        | Autumn Memories                                   | Chân Trân, Cốc Danh Luân, Kha Tuấn Hùng, Ngụy Tô, Lư Bích Vân,                                       |
| 1978 | Lời thề                                      | Lưu Gia Xương     |                 | 《誓言》        |                                                   | Chân Trân, Ông Thiến Ngọc, Cốc Danh Luân, Lưu Tần Vũ,                                                |
| 1978 | Bạch vân trường tại thiên                    | Lưu Gia Xương     |                 | 白雲長在天      |                                                   | Chân Trân, Cốc Danh Luân, Trương Lộ, Tôn Gia Lâm, Lưu Tần Vũ,                                        |
| 1978 | Giấc mơ tuổi 17                              | Lý Tiên Chương    |                 | 十七歲的夢      | Teenager's Dream                                  | Điềm Nữu, Lưu Thượng Khiêm, Chân Trân, Cát Hương Đình, Trương Băng Ngọc.                             |
| 1978 | Mối tình năm thứ 3 đại học                   | Bạch Cảnh Thụy    |                 | 大三時的一段情  |                                                   | Hồ Yến Ni, Lương Gia Luân                                                                            |
| 1978 | Giẫm lên hoàng hôn                           | Bạch Cảnh Thụy    |                 | 踩在夕陽裡      | The Walking in sunset                             | Tần Tường Lâm, Lâm Phượng Kiều                                                                       |
| 1978 | Vô tự thiên thư (Truyền thuyết phượng hoàng) | Trương Mỹ Quân    |                 | 無字天書        | The Phonenix                                      | Betty, Lương Tu Thân, Richard Kiel, Hồ Nhân Mộng, Vạn Trọng Sơn, Hà Tư Mẫn                           |
| 1979 | Thành công lĩnh thượng                       | Trương Bội Thành  | Vĩnh Thanh      | 成功嶺上        | Off to Success                                    | Lâm Thanh Hà, Lâm Phượng Kiều, Tần Tường Lâm , Khấu Thế Huân,Quy Á Lôi, Lương Tu Thân, Hồ Nhân Mộng. |
| 1979 | Sát nhân Hoa hồng                            | Tu Lập Dân        | Cảnh Tu Bình    | 殺人玫瑰        | Killer Rose                                       | Trương Quốc Trụ, Hồ Yến Ni, Lam Dục Lị, Lâm Tại Bồi, Gia Luân.                                       |
| 1979 | Mưa đêm ở Cổ Lũy                             | Diêu Phượng Bàn   |                 | 古厝夜雨        |                                                   | Thạch Phong, Vương Thoa Như, Phó Bích Huy, Bạch Lâm, Trương Băng Ngọc,                               |
| 1979 | Nguyệt nha nhi                               | Diêu Phượng Bàn   | Lý Diệp         | 月牙兒          |                                                   | Vương Xuyến Như, Nhạc Dương, Trần Vĩ Linh, Phó Bích Huy, Cát Huơng Đình,                             |
| 1979 | Lưu thủy lạc hoa xuân đi                     | Tống Tồn Thọ      | Phùng Quân Bạch | 落花流水春去也  | Fallen Flowers, Flowing Water, the Spring Is Gone | Lâm Phượng Kiều, Tần Tường Lâm, Chu Đan Vi, Cốc Danh Luân, Trương Băng Ngọc                          |
| 1979 | Hải Âu lạc cánh                              | Diêu Phượng Bàn   |                 | 落翅的海鷗      |                                                   | Từ Học Luơng, Tôn Gia Lâm, Chu Lệ                                                                    |
| 1979 | Sợ chết/ Ghét ma                             | Diêu Phượng Bàn   |                 | 嚇死鬼 / 討厭鬼 | Tao yan gui                                       | Phương Chính, Vương Thoa Như, Trương Doanh Chân                                                      |
| 1979 | Người phụ nữ xăm mình                        | Phan Lũy          |                 | 紋身的女人      | The Tatoo girl                                    | Điền Thanh, Vương Hiệp, Lý Tu Hiền, Lee Hye Sook, Gia Luân, Doanh Doanh                              |
| 1980 | Ai oán Xích Khảm Lâu                         | Diêu Phượng Bàn   |                 | 哀怨赤崁樓      | The Love Story in Chi-Kan Tower                   | Vu San San, Cố Bảo Minh, Tư Mã Không, Vương Cảnh Bình                                                |
| 1980 | Oan hồn bất tán                              | Diêu Phượng Bàn   |                 | 冤魂不散        |                                                   | Vu San San, Từ Tiểu Linh, Tào Kiện                                                                   |
| 1980 | Dạ lữ nhân                                   | Diêu Phượng Bàn   |                 | 半夜人          |                                                   | Thang Lan Hoa, Phương Chính, Khương Hậu Nhậm, Tô Minh Minh.                                          |
| 1981 | Quỷ ốc cấm địa (Căn nhà quỷ ám)              | Diêu Phượng Bàn   |                 | 鬼屋禁地        | The Shocking                                      | Long Quân Nhi, Lương Tu Thân, Phó Bích Huy, Vương Bảo Ngọc, Từ Mộng Yến                              |
| 1982 | Nghi án nhà lạ                               | Diêu Phượng Bàn   |                 | 怪屋疑案        |                                                   | Lý Tuệ Tuệ, Ngô Hoàn, Lỗ Trực, Hà Tư Mẫn, Thường Phong,                                              |
| 1982 | Tẩu mã đăng                                  |                   |                 | 走馬燈          |                                                   | Ngô Quốc Lương, Lương Yến Dân, Trương Phương Hà, Hà Tư Mẫn,                                          |
| 1982 | Mẫu thân                                     | Diệp Đức Thân     | Con trai út     | 母親            | Mother                                            | Lăng Ba, Thôi Thủ Bình, Văn Soái, Lưu Mộng Yến                                                       |
| 1982 | Tử dạ cầm thiêu                              |                   |                 | 子夜琴挑        |                                                   | Ngô Quốc Lương, Trương Băng Ngọc, Tào Kiện, Thang Chí Vĩ, Lý Tuệ Tuệ,                                |
| 1982 | Hoa bách hợp nhỏ dưới họng súng              | Quách Giang Thanh | Lý Tiểu Kiệt    |                 |                                                   | Lâm Thanh Hà, Dương Quần, Trương Trùng, Xa Hiên                                                      |
| 1982 | Dự viên tàn mộng                             |                   |                 | 豫園殘夢        |                                                   | Trương Phương Hà, Càn Đức Môn, Trương Băng Ngọc, Ngô Quốc Lương, Doãn Bảo Liên,                      |
| 1982 | Chu Tú Hoa hoàn hồn kí                       | Lâm Dịch Tú       |                 | 朱秀華還魂記    |                                                   | Long Quân Nhi, Vương Bảo Ngọc, Vương Côn Phong                                                       |
| 1983 | Quan Thế Âm                                  | La Sí             | Vi Đà           | 槍口下的小百合  |                                                   | Diệp Thanh, Lý Trường An, Ngô Yến, Trần Thục Phương, Vu Hằng.                                        |
| 1989 | Tình tỏa tâm lâu                             | Ngô Hoa           | Thái Tử Nhân    | 碧海青天夜夜心  |                                                   | Điêu Ngọc Nương                                                                                      |

### Phim truyền hình
| Năm  | Tên tác phẩm                                  | Tên tiếng Trung  | Vai diễn                      | Bạn diễn |
| ---- | --------------------------------------------- | ---------------- | ----------------------------- | --- |
| 1974 | Phạt trụ                                      |                  | Bàng Đức                      | |
| 1975 | Mãn Đình Phương                               | 滿庭芳           |                               | Trương Lộ, Doãn Bảo Liên, Tư Mã Ngọc Kiều, Lôi Minh, Thường Phong, Đường Phi                                    |
| 1977 | Tình yêu sâu sắc                              | 情深深           |                               | Doãn Bảo Liên, Cát Lôi, Càn Đức Môn, Trần Toa Lệ, Xa Hiên, Võ Gia Kỳ,                                           |
| 1977 | Tuyệt đại song kiêu                           | 絕代雙驕         | Cố Nhân Ngọc                  | Hạ Linh Linh, Giang Minh, Trương Lộ, Hà Tư Mẫn, Cát Lôi, Betty,                                                 |
| 1978 | Đình viên xuân hiểu                           | 滿園春           | Đặng Chí Tài                  | Tào Kiện, Lý Hồng, Khương Phượng Thư, Vạn Trọng Sơn,Trương Lộ, Võ Thừa Thái, Trâu Sâm, Lý Tuệ Tuệ               |
| 1978 | Đan tâm chiếu hãn thanh                       | 丹心照汗青       | Lâm Giác Dân                  | Trương Lộ |
| 1980 | Yêu em một lần nữa                            | 再愛我一次       | Thiệu An                      | La Bích Linh, Từ Thục Học, Phó Bích Huy, Trâu Sâm                                                               |
| 1984 | Chuông gió nối tiếp vang lên                  | 串串風鈴響       | Lý Văn Cường                  | Văn Khiết, Đặng Mỹ Phương, Giang Minh, Hồ Yến Ni                                                                |
| 1986 | Bích hải thanh thiên dạ dạ tâm                | 碧海青天夜夜心   |                               | |
| 1986 | Giang hồ kỳ hoa (Thần tiên nhất bá trảo)      | 神仙一把抓       | Tiêu Diêu                     | Địch Oanh, Trần Phục Sinh, Tào Lan, Trâu Mĩ Nghi, Trương Chấn Hoàn                                              |
| 1990 | Thiên nhược hữu tình                          | 天若有情         |                               | Nhạc Linh, Ngải Vĩ, Dương Khiết Mân, Đặng Mĩ Phương, Dương Tu Dung                                              |
| 1990 | Song phi nhạn                                 | 雙飛雁           | Khưu Tường Ân                 | Tuyết Lê, Dương Khiết Mân, Tiêu Tường, Trương Quốc Kỳ                                                           |
| 1991 | Tái kim hoa                                   | 賽金花           | Quang Tự                      | Trần Ngọc Liên, Hoàng Cẩm Sân, Vương Lai                                                                        |
| 1992 | Đại hồng đăng (Đèn lồng đỏ treo cao)          | 大紅燈籠高高掛   | Trần Phi Phố                  | Trần Ngọc Liên, Lưu Đức Khải, Dương Khiết Mân, Phó Lôi, Từ Hoa Phượng, Phạm Hồng Thiên                          |
| 1993 | Tôi yêu nàng tiên cá                          | 我愛美人魚       | Lâm Nghĩa Hùng                | Noriko Sakai, Thiệu Hân, Tô Minh Minh                                                                           |
| 1995 | Tình kiếm sơn hà                              | 情劍山河         | Lý Dục                        | Ngô Hưng Quốc, Hà Tình, Nghê Tề Dân, Quan Vịnh Hà, Lê Yến San, Đặng Mĩ Phương,                                  |
| 1996 | Quan công võ thánh (Tam quốc anh hùng truyện) | 三國英雄傳之關公 | Chu Du                        | Trương Phục Kiến, Thôi Hạo Nhiên, Bối Tâm Du, Trần Phục Sinh, Tạ Tổ Vũ, Triệu Thụ Hải, Nhạc Linh, Quan Vịnh Hà, |
| 1997 | Đại Khách sạn tình yêu (Em như một áng mây)   | 情系大飯店       | Vương Duy                     | Tần Hán, Tống Cương Lăng, Asami Kanno (Dương Tư Mẫn), Hồ Yến Ni, Taishu Kase, Trương Quốc Lập.                  |
| 1997 | Chiến quốc hồng nhan - Tây Thi                | 戰國紅顏         | Phạm Lãi                      | Trương Mẫn, Đường Quốc Cường, Đồng An Cách, Lưu Thụy Kỳ                                                         |
| 1999 | Công chúa trang cơ                            | 亂世麗人         | Đồ Ngạn Cổ                    | Hà Gia Kính, Vương Tư Ý, Tiết Gia Yến, Trần Hạo Dân                                                             |
| 2003 | Nhật nguyệt nhân thần kiếm                    | 三劍奇緣         | Lãnh Sương Tử/ Tàng Kính Nhân | Hạ Như Chi, Lạc Lực Vĩ, Trần Quán Lâm, Vệ Tử Vân, Lữ Tụng Hiền, Giang Thục Na, Lục Nguyệt                       |
| 2006 | Tương phùng hà tất phải quen biết             | 相逢何必曾相識   | Hà Nho Phong                  | Dương Mịch, Lâm Hữu Uy, Lý Lệ Trân, Giang Hồng Ân, Nhiếp Viễn                                                   |
| 2011 | Hoa đăng mãn thành                            | 花燈滿城         | Trần Tá Thiên                 | Nhậm Tuyền, Điền Hải Dung, Lưu Hiểu Khánh, Bào Khởi Tĩnh, Hồ Tĩnh, Dương Dương                                  |

### Hoàng Mai Kịch (Kim Lạc Ngọc Phường) Đài Hoa Thị - 1983
| Tên vở kịch             | Tên tiếng trung | Vai diễn         | Bạn diễn                                                                                         |
| ----------------------- | --------------- | ---------------- | ------------------------------------------------------------------------------------------------ |
| Khổng tước đông nam phi | 江山美人        | Tiêu Trọng Khanh | Long Quân Nhi, Tưởng Quang Siêu, Quách Bình, Vương Mộ Quang, Trình Huệ, Vương Ngọc Linh.         |
| Ngọc Lâu Xuân           | 玉堂春          | Vương Kim Long   | Ni Ni, Nghi Minh, Thường Phong, Văn Tương Lam, Dư Kế Khổng, Hứa Lập, Hứa Văn Toàn.               |
| Núi Thúy Bình           | 翠屏山          | Thạch Tú         | Phó Lôi, Mã Huệ Trân, Trần Khải Tuấn, Vu Hằng, Quách Bình, Trình Huệ.                            |
| Thẩm tra đêm Tú Lâu     | 繡樓夜審        | Hồ Tất Tùng      | Tôn Gia Lâm, Từ Nhất Công, Trương Viện Đình, Trần Khải Quyên, Trương Thuận Hưng, Đới Bỉnh Cương, |